# JR東日本本社ビル
JR東日本本社ビル（ジェイアールひがしにほんほんしゃビル）は東京都渋谷区代々木二丁目（新宿駅前）の新宿サザンテラスに所在する東日本旅客鉄道（JR東日本）の本社屋である。ここでは、JR東日本が1987年から1997年まで本社屋とした旧国鉄本社ビルについても記す。
国鉄民営化以降、JR東日本では東京駅前の旧国鉄本社ビル（千代田区丸の内）を本社屋としてきたが、国鉄清算事業の一環から解体撤去の上で、民間企業に売却される運びとなった（現在、跡地は日本生命丸の内ビルを中心とした丸の内オアゾ）。
かくして、それに代わる新たなる本社屋の建設計画が策定された。新社屋はJR新宿駅新南口付近（渋谷区代々木）に位置しており、1994年9月起工、1997年9月17日に竣工し、同月29日から本部業務を開始している。

## 建築概要
地上28階、地下4階建て、敷地面積24,234平方メートル、建築面積3,225平方メートル、延床面積79,070平方メートルで、高さはそれぞれ、最高部150.15メートル、軒高149.15メートルの超高層。建築主は東日本旅客鉄道。設計は新本社ビル設計共同企業体（日建設計、ジェイアール東日本建築設計事務所）。
新本社ビルは、将来の変化に対応可能な可変的な空間づくりをコンセプトとし、柱の少ない自由度の高い空間づくりを実現するため、スーパーフレームという大架溝を採用したほか、電波の反射障害の緩和とビルの正面性獲得を狙った大小2つの曲面ファサードも採用した。
JR東日本はビル周辺の土地を所有する小田急電鉄と共同で一帯の開発に着手し、同社はJR東日本本社ビルと対になる小田急サザンタワーを建設した。また小田急の線路を跨ぐ高さ10ｍの人工地盤を造り 、その上に公開空地である新宿サザンテラスを整備した。このJR東日本本社ビル・小田急サザンタワー・新宿サザンテラスを合わせた新宿駅南口再開発事業は新宿サザンプロジェクトと俗称されていた。

## 旧国鉄本社ビル
国鉄本社ビルとは、日本国有鉄道本庁（Japanese National Railways Head office）が置かれていたビル。東京都千代田区丸の内（東京駅前）に所在していた。
旧館（本館及び別館）部分は、関東大震災で庁舎が倒壊した後、1923年11月22日に建てられた木造バラックの仮庁舎を使用していた鉄道省の新庁舎として1935年1月4日に着工され、1937年12月12日に竣工し修祓式が行われた。
竣工後、第2期として増築される予定であったが、戦争により実現しなかった。竣工後には本建物前から東京駅前の間を結ぶ地下道が戦前に設けられた。第二次世界大戦中においては、空襲対策として1941年より屋上に設計上1トン爆弾に耐える厚さ約50センチメートルの耐弾層を設置した上、窓に木製の角材を用いた爆風よけを設置し、外壁をペイントで黒く迷彩塗装する工事が行われた。これらの内、耐弾層は解体まで残っていたが、爆風よけ及び迷彩塗装は戦後取り除かれた。
その後、第二次世界大戦中の空襲で庁舎焼失した後は木造2階建てのバラックを庁舎としていて、しかもその地は東海道新幹線の建設工事関係で移転が望まれていた東京鉄道局を収容するものとして、先述の第2期として増築される予定であった敷地に庁舎を建設する検討がされ、旧館を増築し一体の建物とする案ならびに独立した建物を建てる案が考えられたが、日本国有鉄道では1960年7月の常務会で独立の建物として新館を建てることが決定され、工事費約24億3,000万円を費やして1962年12月に竣工した。
新館竣工後、新館には旧館から国鉄本社及び運輸省が移転し、旧館には冷房設備が設けられた上、東京鉄道管理局などが入居した。尚運輸省はその後1966年9月に霞ヶ関合同庁舎へ移転した。
国鉄分割民営化となった1987年4月1日からは東日本旅客鉄道株式会社の本社屋として使用された。その後敷地売却のため取り壊されることになり、入居者が退去した後見学会が開催されるなどした。2011年5月29日現在この地には丸の内オアゾが建っている。

### 建築概要
旧館は鉄骨鉄筋コンクリート構造地上8階、塔屋2階、地下2階建て延べ40,777平方メートルの本館と鉄筋コンクリート構造地上3階、塔屋1階、地下1階延べ1,235平方メートルの別館があって、間取りは、中庭のある中廊下形式であった。設計は、設計主任岡崎泰光、工事主任伊藤滋。屋上には鉄道神社が設けられ、過去の鉄道事故で殉職した職員達を合祀するものとされた（神社は後に東日本旅客鉄道首都圏本部に移転した）。
新館は鉄骨鉄筋コンクリート構造地上9階、地下3階、延べ35,740平方メートルの規模の建物で、新館の完成により既存の庁舎は旧館とされた。

## 年表
- 1926年（大正15年）7月29日 - 内閣の中央官衙建築準備委員会で「中央官衙建築に関する標準」定まる[12]。
- 1928年（昭和3年）7月6日 - 中央官衙建築準備委員会で鉄道省新庁舎案議決[12]。
- 1935年（昭和10年）1月4日 - 鉄道省新庁舎着工[7]。
- 1937年（昭和12年）12月12日 - 鉄道省新庁舎修祓式[7]。
- 1949年（昭和24年）6月1日 - 日本国有鉄道設立。
- 1962年（昭和37年）12月 - 国鉄本社ビル新館竣工。
- 1963年（昭和38年）1月7日 - 国鉄本社ビル新館竣工式[8][13]。
- 1997年（平成9年）
  - 9月17日 - JR東日本本社ビル竣工[1][2]。
  - 9月29日 - 本社ビルで業務を開始[1]。